# Aleksandr Gorlenko
Aleksandr Gorlenko (russisk: Алекса́ндр Миха́йлович Горле́нко) (født 21. november 1944 i Krasnojarsk i Sovjetunionen, død 5. maj 2024 i Moskva) var en russisk filminstruktør.

## Filmografi
- Novye Bremenskije (Новые бременские, 2000)[2][3]